# Dineotropica lissa
Dineotropica lissa är en stekelart som beskrevs av Aguiar 2005. Dineotropica lissa ingår i släktet Dineotropica och familjen brokparasitsteklar. Inga underarter finns listade i Catalogue of Life.